# American Abstract Artists
American Abstract Artists, (Artistes Abstractes Estatunidencs) o AAA fou un col·lectiu artístic estatunidenc que es va formar el 1936 a la ciutat de Nova York, per a promoure i fomentar la comprensió pública de l'art abstracte. Van organitzar exposicions, publicacions i conferències. Van ajudar a establir l'organització com un fòrum important per a l'intercanvi i discussió d'idees, i per a presentar l'art abstracte a un públic més ampli. El grup AAA ha contribuït al desenvolupament i l'acceptació de l'art abstracte als Estats Units i té un paper històric en la seva avantguarda. És una de les poques organitzacions d'artistes que va sobreviure a la Gran Depressió va i continuar actiu durant el segle xxi.